# Кубок Испании по футболу 1948/1949
Кубок Испании по футболу 1948/49 — 45-й розыгрыш Кубка Испании по футболу выиграл Валенсия. Этот кубок стал вторым в истории команды. 
Соревнование прошло в период с 5 сентября 1948 по 29 мая 1949 года.
Random

## Результаты матчей

### 1/4 финала
| Команда 1       | Итог | Команда 2       | 1-й матч | 2-й матч |
| --------------- | ---- | --------------- | -------- | -------- |
| Эспаньол        | 7:6  | Атлетико Мадрид | 6:1      | 1:5      |
| Атлетик Бильбао | 3:2  | Химнастик       | 3:0      | 0:2      |
| Гранада         | 2:7  | Барселона       | 2:2      | 0:5      |
| Валенсия        | 5:3  | Реал Сосьедад   | 3:2      | 2:1      |

### 1/2 финала
| Команда 1 | Итог | Команда 2       | 1-й матч | 2-й матч |
| --------- | ---- | --------------- | -------- | -------- |
| Эспаньол  | 3:8  | Атлетик Бильбао | 1:2      | 2:6      |
| Валенсия  | 5:4  | Барселона       | 3:1      | 2:3      |

### 3 место
| 29 мая, 1949                               | \| Барселона \| 3:1 \| Эспаньол \| \| Хосе Серратуселл 27′ · Хосе Канал 42′, 61′ \| Голы \| Анхель Кальво 35′ \| | Лэс Кортс, Барселона |
| Барселона                                  | 3:1 | Эспаньол             |
| Хосе Серратуселл 27′ · Хосе Канал 42′, 61′ | Голы | Анхель Кальво 35′    |

### Финал
| 29 мая, 1949 | \| Валенсия \| 1:0 \| Атлетик Бильбао \| \| Эпи 62′ \| Голы \| \| | Чамартин, Мадрид |
| Валенсия     | 1:0                                                               | Атлетик Бильбао  |
| Эпи 62′      | Голы                                                              |                  |